# Episodi di The Sinner (prima stagione)
La prima stagione della serie televisiva The Sinner, composta da 8 episodi, è stata trasmessa dalla rete televisiva USA Network dal 2 agosto al 20 settembre 2017.
In Italia la stagione è stata trasmessa in prima visione da Premium Stories, canale a pagamento della piattaforma Mediaset Premium, in una "maratona" il 4 febbraio 2018.
Successivamente, gli episodi furono riproposti dal 6 febbraio 2018 sulla stessa piattaforma. In chiaro, è stata trasmessa sul canale 20 dal 20 maggio al 10 giugno 2018, in prima serata con doppio episodio.
| nº | Titolo originale | Titolo italiano | Prima TV USA      | Prima TV Italia |
| -- | ---------------- | --------------- | ----------------- | --------------- |
| 1  | Part I           | Parte I         | 2 agosto 2017     | 4 febbraio 2018 |
| 2  | Part II          | Parte II        | 9 agosto 2017     | 4 febbraio 2018 |
| 3  | Part III         | Parte III       | 16 agosto 2017    | 4 febbraio 2018 |
| 4  | Part IV          | Parte IV        | 23 agosto 2017    | 4 febbraio 2018 |
| 5  | Part V           | Parte V         | 30 agosto 2017    | 4 febbraio 2018 |
| 6  | Part VI          | Parte VI        | 6 settembre 2017  | 4 febbraio 2018 |
| 7  | Part VII         | Parte VII       | 13 settembre 2017 | 4 febbraio 2018 |
| 8  | Part VIII        | Parte VIII      | 20 settembre 2017 | 4 febbraio 2018 |

## Parte I
- Titolo originale: Part I
- Diretto da: Antonio Campos
- Scritto da: Derek Simonds e Petra Hammesfahr
- Attori principali: Jessica Biel (Cora Tannetti), Christopher Abbott (Mason Tannetti), Dohn Norwood (detective Dan Leroy), Abby Miller (agente Caitlin Sullivan) e Bill Pullman (detective Harry Ambrose)
- Guest star: Enid Graham (madre di Cora), C.J. Wilson (padre di Cora), Patti D'Arbanville (Lorna Tannetti, madre di Mason), Robert Funaro (Ron Tannetti, padre di Mason), Susan Pourfar (avvocato d'ufficio di Cora), Adam LeFevre (capo della polizia), Teri Wyble (Leah, la ragazza di Frankie), Peggy Gormley (giudice Barrett)
- Altri attori: Eric Todd (Frankie Belmont), Danielle Burgess (Maddie), Meredith Holzman (Sharon, la dominatrice), Raegan Millican (Cora a 4 anni), Cj Hunt (Hobbs, l'amico di Frankie)
- Curiosità: la canzone che si sente è Huggin & Kissin dei Big Black Delta. Inoltre, ogni volta che inizia un flashback compare lo stesso disegno astratto.

### Trama
Dorchester (NY), 2017:
Cora Tannetti, nata Lacey, è sposata con Mason Tannetti e ha un figlio, Laine. Cora e Mason lavorano nell'impresa di famiglia, la Tannetti Heat & Air Specialist. Nonostante abbia un buon lavoro, un marito innamorato e un bellissimo bambino, Cora è frustrata dall'eccessivo attaccamento di Mason alla propria madre, Lorna, che vive accanto a loro col marito Ron e bada a Laine praticamente tutto il giorno.
Un sabato, la coppia e il bambino vanno in gita al lago, in cui Cora ha l'impulso di annegarsi, frenandosi però un attimo prima di farlo. Più tardi, Cora osserva due coppie scherzare e amoreggiare e quando una delle ragazze mette una canzone incisa anni prima da uno dei due ragazzi, Frankie Belmont, si alza e lo accoltella a morte. Mason tenta invano di bloccarla, ma è lei stessa, a un certo punto, a smettere di colpire Frankie. Quando arriva la polizia, Cora confessa, affermando però di non sapere il motivo del suo gesto e soprattutto di non conoscere la vittima; anche Mason nega di conoscere Frankie e non riesce a trovare una spiegazione per il gesto della moglie. 
Al caso vengono assegnati i detective Harry Ambrose - separato dalla moglie Fay a causa di una relazione con una dominatrice, Sharon, che appaga il masochismo dell'uomo - e Dan Leroy; mentre Dan considera il caso ormai chiuso, Ambrose è deciso a capire cosa abbia spinto Cora a commettere un gesto simile e si reca in ospedale per parlare con la fidanzata della vittima, Leah, che però è sotto sedativi; parla quindi con Hobbs, l'altro ragazzo presente all'omicidio, che rivela che un attimo prima di venir ucciso, Frankie abbia riconosciuto Cora.
In vari flashback si viene a conoscenza che nell'infanzia, Cora era costretta dai genitori, William ed Elizabeth Lacey, fanatici cattolici, a continue preghiere. In particolare la madre dice a Cora - di appena 4 anni - che quando era nel suo ventre l'ha prosciugata di ogni energia così non ne aveva più per la sorellina neonata Phoebe che perciò è nata malata: la preghiera costante e una vita morigerata sarebbe stato l'unico modo per salvare la bimba. 
- Ascolti USA: 1.63 milioni di telespettatori[2]

## Parte II
- Titolo originale: Part II
- Diretto da: Antonio Campos
- Scritto da: Derek Simonds e Petra Hammesfahr
- Attori principali: Jessica Biel (Cora Tannetti), Christopher Abbott (Mason Tannetti), Dohn Norwood (detective Dan Leroy), Abby Miller (agente Caitlin Sullivan) e Bill Pullman (detective Harry Ambrose)
- Guest star: Kathryn Erbe (Fay Ambrose), Rebecca Wisocky (Margaret Lacey, la zia di Cora), Enid Graham (Elizabeth Lacey), C.J. Wilson (William Lacey), Patti D'Arbanville (Lorna Tannetti), Robert Funaro (Ron Tannetti), Adam LeFevre (capo della polizia), Teri Wyble (Leah), Orlagh Cassidy (Elsa Belmont, la madre di Frankie), Christopher Innvar (padre di Frankie), Eric Todd (Frankie Belmont), Susan Pourfar (avvocato d'ufficio di Cora), Joseph Melendez (procuratore distrettuale Lopez), Peggy Gormley (giudice Barrett)
- Altri attori: Danielle Burgess (Maddie), Meredith Holzman (Sharon, la dominatrice), Jordana Rose (Cora da giovane), Francesca Dininno (Phoebe da giovane), Grayson Eddey (Laine Tannetti, il figlio di Cora)

### Trama
Portata in tribunale davanti alla giudice Barrett, Cora si dichiara colpevole e rifiuta di avere un avvocato, ma la giudice richiede una perizia psichiatrica per accertare che Cora sia in grado di affrontare il processo - è stato il detective Ambrose a chiedere alla giudice di aspettare a condannarla dopo che Leah gli ha raccontato che Cora, dopo aver accoltellato Frankie le si è avvicinata per dirle che ora era al sicuro.
Cora viene ricondotta in carcere e durante un interrogatorio confessa al detective Ambrose di aver conosciuto Frankie il weekend del 4 luglio del 2012 col nome di J.D., di essere rimasta incinta di lui e che quando lui le disse di non volere un figlio lei si gettò sotto un'auto e così perse il bambino che aspettava. Ambrose si reca allora dai genitori di Frankie, ma scopre che il ragazzo era in California in quel periodo (il padre consegna al detective un attestato conseguito dal figlio il 29 luglio 2012). Quando poi Dan lo informa che i genitori di Cora sono ancora vivi – lei aveva detto che erano morti – e che non c'è traccia di un ricovero di Cora in nessun ospedale nel 2012, Ambrose torna in carcere e affronta Cora mettendo la canzone che era stata messa sulla spiaggia da Leah e così lei lo colpisce lo stesso numero di volte - sette - e negli stessi punti in cui ha colpito Frankie.
Intanto, l'agente Caitlin Sullivan interroga Mason e dato che lo conosce dai tempi del liceo gli rivela che Cora ha fatto il nome di un certo J.D.; Mason conosce un ragazzo del luogo con quel nome e lo rintraccia in un pub.
In alcuni flashback si vede la madre obbligare la piccola Cora a continui sacrifici per far migliorare la salute di Phoebe (es.: non mangiare la cioccolata donatale dalla zia Margaret; cosa che Cora tuttavia fa di nascosto guardando malignamente la finestra della camera della sorella).
- Ascolti USA: 1.41 milioni di telespettatori[3]

## Parte III
- Titolo originale: Part III
- Diretto da: Antonio Campos
- Scritto da: Derek Simonds e Petra Hammesfahr
- Attori principali: Jessica Biel (Cora Tannetti), Christopher Abbott (Mason Tannetti), Dohn Norwood (detective Dan Leroy), Abby Miller (agente Caitlin Sullivan) e Bill Pullman (detective Harry Ambrose)
- Guest star: Kathryn Erbe (Fay Ambrose), Jacob Pitts (J.D.), Rebecca Wisocky (Margaret Lacey), Enid Graham (Elizabeth Lacey), C.J. Wilson (William Lacey), Patti D'Arbanville (Lorna Tannetti), Orlagh Cassidy (Elsa Belmont, la madre di Frankie), Christopher Innvar (il padre di Frankie), Susan Pourfar (avvocato d'ufficio di Cora), Joseph Melendez (procuratore distrettuale Lopez), Peggy Gormley (giudice Barrett)
- Altri attori: Danielle Burgess (Maddie), Meredith Holzman (Sharon, la dominatrice), Augie Murphy (Cora a 13 anni), Rileigh McDonald (Phoebe a 9 anni), Mia Katigbak (il dottor Tammy Chang), Grayson Eddey (Laine Tannetti)

### Trama
Nonostante il risultato della perizia psichiatrica dimostri che Cora è sana di mente la psicologa, dopo aver saputo del comportamento ripetitivo di Cora durante l'aggressione ipotizza il disturbo post traumatico da stress così il detective Ambrose si reca prima dai genitori di Cora che gli dicono che la ragazza scappò di casa il week end del 4 luglio 2012 (e che Phoebe morì un mese dopo) e poi va dall'unica altra persona oltre a Mason che ha fatto visita a Cora in carcere, sua zia Margaret. Da Margaret, Ambrose scopre che Cora era sì sparita il 4 luglio, ma era riapparsa due mesi dopo, il 5 settembre, a Poughkeepsie con una vistosa cicatrice all'attaccatura dei capelli nascosta dalla frangetta. Messa al corrente delle sue nuove scoperte, Cora confessa al detective Ambrose che nell'estate 2012 è stata eroinomane e a sostegno della sua teoria mostra vistose ecchimosi su entrambe le braccia. 
Dopo aver interrogato anche il responsabile del centro di recupero in cui Cora si è disintossicata e l'uomo che ha trovato la ragazza il 5 settembre 2012, Ambrose inizia a pensare che Cora abbia mentito ancora – i veri eroinomani si bucano anche su mani e piedi e lei ha ecchimosi solo sulle braccia – e così si reca al carcere col necessario per farsi di eroina, ma la donna non sa come drogarsi.
Riportata davanti alla giudice Barrett, Cora pensa di dichiararsi non colpevole per il bene del marito e del figlio, ma poi vede i genitori in aula e così si dichiara colpevole di omicidio di 2º grado rinunciando definitivamente alla possibilità di avere un processo o ricorrere in appello.
Mentre di notte in prigione Cora ha l'incubo di un piede che rompe lo sterno di una donna distesa e inizia a urlare tant'è che deve essere sedata, Mason incontra J.D. in un pub per chiedergli cosa ha fatto a Cora, ma l'incontro degenera in una rissa ed entrambi vengono arrestati.
Attraverso dei flashback si scopre che Cora e Phoebe divisero la camera da letto nell'adolescenza e che Phoebe non credeva che a Dio interessasse alcunché delle preghiere degli esseri umani. 
Nel flashback a fine episodio si vede che lo strano disegno che assilla i pensieri di Cora è la carta da parati di una camera in cui un uomo in camice verde e con un passamontagna tiene segregata Cora.
- Ascolti USA: 1.64 milioni di telespettatori[4]

## Parte IV
- Titolo originale: Part IV
- Diretto da: Antonio Campos
- Scritto da: Derek Simonds, Liz W. Garcia e Petra Hammesfahr
- Attori principali: Jessica Biel (Cora Tannetti), Christopher Abbott (Mason Tannetti), Dohn Norwood (detective Dan Leroy), Abby Miller (l'agente Caitlin Sullivan) e Bill Pullman (detective Harry Ambrose)
- Guest star: Jacob Pitts (J.D. Lambert), C.J. Wilson (William Lacey) e Kathryn Erbe (Fay Ambrose)
- Altri attori: Danielle Burgess (Maddie), Robert Cuccioli (avvocato Bruce Herting), Augie Murphy (Cora a 13 anni), Rileigh McDonald (Phoebe a 9 anni), Mia Katigbak (dottor Tammy Chang), Jordana Rose (Cora da giovane)

### Trama
Mason Tannetti e J.D. Lambert vengono interrogati e Mason sostiene che J.D. abbia fatto qualcosa a sua moglie anni fa, ma l'arrivo del costoso avvocato di J.D. mette fine al suo interrogatorio e infine sia Mason che J.D. vengono rilasciati. È così che Mason, che sa che J.D. spaccia e vuole che sia arrestato, si reca a casa della sua compagna e acquista della cocaina che poi consegna all'agente Sullivan la quale però gli intima di stare fuori dal caso.
Quando il detective Ambrose informa Cora di ciò che ha fatto il marito, lei ammette che non c'è stata nessuna gravidanza indesiderata, nessun tentativo di suicidio e nessun Frankie, ma solo una relazione tra lei e J.D. e che la notte tra il 3 e il 4 luglio ha seguito J.D. in una casa dove ha fatto sesso con qualcuno. 
Dato che Cora non ricorda nulla di ciò che le è successo tra il 4 luglio e il 5 settembre 2012, Ambrose chiede alla psicologa che ha eseguito la perizia psichiatrica su Cora di ipnotizzarla per farle recuperare i ricordi di quel periodo e dopo un'iniziale riluttanza la dottoressa accetta.
Durante la prima seduta Cora ricorda un bosco con una palude e una torre idrica e che la sera in cui sparì lei e J.D. erano stati in un bar con Maddie, l'ex di J.D., e che a un certo punto la ragazza era stata male e le aveva chiesto aiuto, ma lei aveva esitato prima di raggiungerla perché in realtà la odiava giacché «non mi lascia andare». Inoltre Cora ricorda anche lo scuolabus che non si ferma per farla salire, ma la psicologa non ci dà peso. 
Durante la seconda seduta Cora ricorda lei e Maddie in una casa, la canzone della spiaggia e una scala. Nonostante Cora non voglia proseguire e la dottoressa è d'accordo con lei, Ambrose la spinge a continuare e lei vede la carta da parati strana, una campana suonare, un medico con un passamontagna e lei che schiaccia la cassa toracica di Maddie con un piede.
Ambrose identifica Maddie come Madeline Beecham e lui e Dan interrogano la donna che aveva affittato la dépendance alla ragazza così i due scoprono che Maddie e J.D. avevano una relazione poli-amorosa, che l'avevano derubata e che Maddie è scomparsa la notte tra il 3 e il 4 luglio 2012. Ambrose vorrebbe anche andare a cercare la palude descritta da Cora ma, dato che il collega si rifiuta, lui ci va con la moglie e quando vede uno scuolabus abbandonato il detective chiama la scientifica che scavando lì vicino rinviene uno scheletro. 
In alcuni flashback si vede l'adolescente Cora fingere di concedersi al figlio dei vicini per raccontarlo a Phoebe, vedere film porno con la sorella e scoprire che il padre tradisce la madre con la vicina.
- Ascolti USA: 1.76 milioni di telespettatori[5]

## Parte V
- Titolo originale: Part V
- Diretto da: Antonio Campos
- Scritto da: Derek Simonds, Jesse McKeown, Petra Hammesfahr
- Attori principali: Jessica Biel (Cora Tannetti), Christopher Abbott (Mason Tannetti), Dohn Norwood (detective Dan Leroy), Abby Miller (agente Caitlin Sullivan) e Bill Pullman (detective Harry Ambrose)
- Guest star: Jacob Pitts (J.D. Lambert), Joanna P. Adler (capitano Ann Farmer), Enid Graham (Elizabeth Lacey), C.J. Wilson (William Lacey), Nadia Alexander (Phoebe Lacey), Patti D'Arbanville (Lorna Tannetti), Robert Funaro (Ron Tannetti), Adam LeFevre (capo della polizia), Susan Pourfar (avvocato d'ufficio di Cora) e Kathryn Erbe (Fay Ambrose)
- Altri attori: Danielle Burgess (Maddie), Meredith Holzman (Sharon, la dominatrice), Robert Cuccioli (avvocato Bruce Herting), Lindsay Torrey (Abbi Grayston), Elaine del Valle (Cynthia Burrows), Grant Monohon (Duffy), Grayson Eddey (Laine Tannetti)
- Curiosità: Abby Miller (agente Caitlin Sullivan) non appare, ma si sente la sua voce

### Trama
Mentre la scientifica riesuma il cadavere di una giovane donna morta tra 3 e 10 anni fa e i resti di una coperta insanguinata, Ambrose continua a esplorare il luogo del ritrovamento e arriva al Beverwyck Club, un club di caccia privato che ha una lunga storia di denunce finite tutte in non luogo a procedere grazie agli avvocati dei soggetti coinvolti, dove viene accolto da Abbi Grayston. Tra tutti i casi, il detective Ambrose vuole approfondire quello di una ex dipendente, Cynthia Burrows, che qualche anno prima aveva sporto denuncia per licenziamento ingiustificato: la donna aveva bevuto con dei clienti e si era svegliata il giorno dopo nella sua auto senza alcun ricordo della sera prima e senza vestiti e quando aveva raccontato la cosa al suo principale venne licenziata. Ambrose vorrebbe indagare sul Beverwyck, ma una visita dell'avvocato dei proprietari del club – che è lo stesso che difese J.D. – al capo di Ambrose fa sì che l'uomo intimi al detective di chiudere le indagini. 
Intanto alle indagini si unisce anche Ann Farmer, capitano del Nucleo Investigativo della Polizia di Stato, che è convinta che il cadavere ritrovato sia quello di un’altra vittima di Cora – il ritrovamento è legato ai suoi ricordi – così propone alla donna un patteggiamento: 20 anni per i due omicidi invece dei due ergastoli consecutivi. Più tardi, in prigione, Cora si unisce a una preghiera di gruppo durante la quale ricorda se stessa con la testa fasciata che si nasconde sotto un letto dall'uomo mascherato. È così che Cora decide di rifiutare il patteggiamento, ma tanto sarebbe tardi per accettarlo perché la scientifica ha stabilito che il DNA sulla coperta è suo.
Non volendosi arrendere e distrutto dal definitivo abbandono da parte della moglie, Ambrose entra di nascosto al Beverwyck, scende nello scantinato e trova una serie di maschere (tra le quali si trova quella dell'aguzzino di Cora), ma viene scoperto da una dipendente. 
Nonostante Ambrose le abbia sconsigliato di agire contro J.D., Ann Farmer fa un blitz a casa sua e arresta la sua compagna la quale dichiara di essere la proprietaria della cocaina trovata e che J.D. non ne sapeva nulla; è così che J.D., per rappresaglia, aggredisce il padre di Mason con una mazza e lo manda in ospedale. Mason, deciso a vendicare il padre, va a casa di J.D. impugnando una pistola. 
Dei flashback ci mostrano che la ventenne Cora lavora come commessa per mettere via i soldi e scappare con Phoebe a Naples (Florida) e che per guadagnare di più la sorella l’ha iscritta a un sito per incontri – sotto lo pseudonimo di Anastasia – con l'obiettivo di derubare gli uomini con cui esce. È durante uno di questi incontri che Cora incontra J.D. che la salva da un uomo col quale era uscita che però non le piaceva. Quella stessa sera J.D. porta Cora a casa sua dove sta dando una festa e i due hanno un rapporto sessuale – il primo per Cora. Tornata a casa la mattina, però Cora trova il medico e la famiglia raccolta attorno a Phoebe che ha avuto un attacco di panico perché temeva che fosse successo qualcosa di brutto a Cora a causa dell’incontro che aveva organizzato.
- Ascolti USA: 1.84 milioni di telespettatori[6]

## Parte VI
- Titolo originale: Part VI
- Diretto da: Antonio Campos
- Scritto da: Derek Simonds, Tom Pabst, Petra Hammesfahr
- Attori principali: Jessica Biel (Cora Tannetti), Christopher Abbott (Mason Tannetti), Dohn Norwood (il detective Dan Leroy), Abby Miller (l'agente Caitlin Sullivan) e Bill Pullman (detective Harry Ambrose)
- Guest stars: Jacob Pitts (J.D. Lambert), Joanna P. Adler (capitana Ann Farmer), Nadia Alexander (Phoebe Lacey), Enid Graham (Elizabeth Lacey), C.J. Wilson (William Lacey), Susan Pourfar (avvocato d'ufficio di Cora), Joseph Melendez (procuratore distrettuale Lopez), Peggy Gormley (giudice Barrett) e Kathryn Erbe (Fay Ambrose)
- Altri attori: Danielle Burgess (Maddie), Meredith Holzman (Sharon, la dominatrice), Lindsay Torrey (Abbi Grayston), Grant Monohon (Duffy), Gene Presendieu Jr. (Craig)

### Trama
Arrivato a casa di J.D., Mason lo trova morto e vede due uomini scappare su un’auto. Non sapendo che fare Mason usa il cellulare di J.D. per chiamare la polizia, poi cancella le sue impronte dal telefono e getta la pistola nel lago. Purtroppo però, Mason è stato ripreso dalle telecamere a circuito chiuso vicino a casa di J.D. così viene portato alla centrale e interrogato. Mason viene scagionato e rilascia una descrizione dell’auto su cui ha visto fuggire i due uomini da casa di J.D.. 
Ambrose tenta di convincere Ann Farmer dei forti legami tra Cora, J.D. e il Beverwyck Club – contro il club c’è una lunga serie di denunce per molestie sessuali insabbiate, J.D. e il club hanno lo stesso costoso avvocato, anche Maddie, l’ex di J.D., è scomparsa dal weekend del 4 luglio 2012 come Cora – ma il capitano puntualizza che l'indagine è un'altra: perché Cora Tannetti ha ucciso Frankie Belmont? Purtroppo Ambrose non sa rispondere a questa domanda, ma è convinto che se Cora potesse andare al Beverwyck recupererebbe i ricordi.
Grazie alla riscossione di un favore che il detective aveva fatto alla giudice Barrett quando era ancora assistente del procuratore – non l’aveva arrestata per guida in stato di ebbrezza – Ambrose ottiene che Cora esca due ore per andare al club. Una volta al club però, Cora non ricorda nulla e anzi sostiene che quello sia il posto sbagliato; mentre i due stanno tornando in prigione, Cora convince Ambrose a portarla alla sua vecchia casa e qui ricorda qualcosa e chiede di poter riportarla al Beverwyck dove si addentra nel parco fino a raggiungere una dépendance dove c’è la scala che conduce allo scantinato che vede nei suoi ricordi. 
In alcuni flashback si vede che J.D. ha convinto Cora a fuggire di casa la sera del 3 luglio 2012.
- Ascolti USA: 1.84 milioni di telespettatori[7]

## Parte VII
- Titolo originale: Part VII
- Diretto da: Antonio Campos
- Scritto da: Derek Simonds, Liz W. Garcia, Petra Hammesfahr
- Attori principali: Jessica Biel (Cora Tannetti), Christopher Abbott (Mason Tannetti), Dohn Norwood (detective Dan Leroy), Abby Miller (agente Caitlin Sullivan) e Bill Pullman (detective Harry Ambrose)
- Guest star: Jacob Pitts (J.D. Lambert), Nadia Alexander (Phoebe Lacey), Eric Todd (Frankie Belmont), Enid Graham (Elizabeth Lacey), C.J. Wilson (William Lacey)
- Altri attori: Danielle Burgess (Maddie), Gary Hilborn (Tod Richter)
- Curiosità: Christopher Abbott (Mason Tannetti), Dohn Norwood (detective Dan Leroy) ed Abby Miller (agente Caitlin Sullivan) non compaiono in quest'episodio

### Trama
Mentre nel presente scende le scale della dépendance con Ambrose la donna torna con la memoria alla sera del 3 luglio 2012.
3 luglio 2012:
È il diciannovesimo compleanno di Phoebe e dopo aver festeggiato la sorella coi genitori, Cora progetta di scappare con J.D. per sempre, ma Phoebe che sospetta quali siano le intenzioni di Cora, la convince a portarla con sé al bar dove deve incontrare J.D. Qui Phoebe conosce J.D. e Maddie, beve alcool e assume MDMA. 
Dopo che Maddie racconta a Cora di una ex di J.D. che era rimasta incinta – aveva già scelto il nome per il nascituro: Winter – e si era gettata sotto un’auto in corsa quando lui le aveva detto di sbarazzarsene (Cora aveva raccontato questo fatto ad Ambrose [Parte II]), Cora sente la campana del bar (che spesso ricorda) suonare per avvertire tutti che il locale sta chiudendo. 
Fuori dal locale Cora vorrebbe riportare a casa Phoebe, ma lei accusa la sorella di volerla vedere morta (nei ricordi di Cora, Phoebe era stata sostituita da Maddie) così J.D. convince Cora a portarla con loro. J.D., Cora, Phoebe, Maddie e un altro gruppo di ragazzi lasciano il bar con due auto, ma durante il viaggio Phoebe se la fa addosso così Cora è costretta a far fermare J.D. e a portarla nel vicino ruscello per farla lavare; Cora si allontana per prendere alla sorella un abito asciutto e così la ragazza, rimasta sola, la chiama a gran voce e per un istante Cora pensa di lasciarla lì (ancora una volta nei ricordi di Cora, Phoebe era stata sostituita da Maddie [Parte IV]). Tornate all'auto le ragazze vengono portate da J.D. al Beverwyck Club dove Frankie Belmont li fa entrare. 
Al club, mentre Phoebe lega con Frankie, J.D. presenta Cora a Todd Richter, un uomo con cui è "in affari", ma viene interrotto da Maddie a cui J.D. rinfaccia di aver cercato di incastrarlo con la gravidanza e il tentato suicidio così Cora scappa e va a cercare Phoebe che è nella dépendance con Frankie. Qui i tre vengono raggiunti da J.D. e Todd che Frankie conduce nello scantinato dove mette una canzone del suo gruppo; Phoebe decide di seguire i ragazzi e chiede a Cora se anche lei vuole seguirli (anche qui nei ricordi di Cora, Phoebe era stata sostituita da Maddie). 
Tra giochi di baci e abuso di cocaina, la serata si anima: mentre Phoebe e Frankie hanno un rapporto sessuale – il primo per Phoebe – Cora fa sesso prima con J.D. e poi, mentre è voltata, con Todd. Mentre scorre ancora la canzone di Frankie, Cora si volta verso Phoebe e vede che Frankie le sta schiacciando il petto fino a romperle lo sterno (anche qui nei ricordi di Cora, Phoebe era stata sostituita da Maddie) così si scaglia contro di lui colpendolo con sette pugni finché J.D. non la tramortisce colpendola alla fronte con un posacenere. In realtà Frankie stava cercando di rianimare Phoebe che aveva avuto un infarto, ma lei non l’aveva capito.
- Ascolti USA: 1.84 milioni di telespettatori[8]

## Parte VIII
- Titolo originale: Part VIII
- Diretto da: Antonio Campos
- Scritto da: Derek Simonds, Jesse McKeown, Tom Pabst, Petra Hammesfahr
- Attori principali: Jessica Biel (Cora Tannetti), Christopher Abbott (Mason Tannetti), Dohn Norwood (il detective Dan Leroy), Abby Miller (l'agente Caitlin Sullivan) e Bill Pullman (il detective Harry Ambrose)
- Guest star: Jacob Pitts (J.D. Lambert), Joanna P. Adler (detective Ann Farmer), Enid Graham (Elizabeth Lacey), Nadia Alexander (Phoebe Lacey), Patti D'Arbanville (Lorna Tannetti), Robert Funaro (Ron Tanetti), Eric Todd (Frankie Belmont), Orlagh Cassidy (Elsa Belmont), Christopher Innvar (padre di Frankie), Susan Pourfar (avvocato d'ufficio di Cora), Joseph Melendez (procuratore distrettuale Lopez), Peggy Gormley (giudice Barrett)
- Altri attori: Danielle Burgess (Maddie), Robert Cuccioli (avvocato Bruce Herting), Lindsay Torrey (Abbi Grayston), Grant Monohon (Duffy), Gene Presendieu Jr. (Craig), Grayson Eddey (Laine Tannetti)

### Trama
2017:
Dopo che Cora si è ricordata della terribile notte tra il 3 e il 4 luglio 2012, Ambrose chiama la scientifica, ma non viene trovata nessuna stanza con la strana carta da parati. Dato che nessun testimone è più in vita: Todd è morto anni fa di cancro ai reni, Frankie è stato ucciso da Cora, J.D. è stato ucciso da due sconosciuti e la scientifica ha scoperto che lo scheletro nel bosco è di Phoebe, l’unico appiglio è rintracciare gli assassini di J.D.
Grazie al ritrovamento dell’auto descritta da Mason, Ambrose e Leroy risalgono a un certo Daniel "Duffy" Burroughs, che Mason identifica come uno dei due uomini che ha visto uscire da casa di J.D.; Duffy viene individuato mentre sta entrando in una clinica medica così Ambrose lo segue da solo per tentare di stanarlo, ma Duffy mangia la foglia, fugge e viene ucciso dall'agente Sullivan poco prima che spari ad Ambrose. La polizia arresta però Craig, il gestore della clinica, che confessa che era una copertura per un giro di droga: J.D. aveva rubato le licenze di vari medici e faceva prescrizione a donne ispaniche che venivano accompagnate da Duffy in farmacia a prendere i farmaci che poi si tenevano loro; Craig, tuttavia, afferma di non sapere perché Duffy abbia ucciso J.D. 
Dato che Cora si era dichiarata colpevole rinunciando così a ricorrere in appello, la giudice Barrett non può far altro che condannarla a 30 anni di reclusione.
Ambrose però non si arrende e grazie alla parola “winter” scritta sul muro della clinica si ricorda di Maddie e cercando nel Registro Statale delle Nascite trova una bambina di nome Winter che risiede a New York e così trova Maddie. Maddie confessa di aver partecipato alla festa il 3 luglio 2012, ma di essere stata cacciata da J.D. così si era rifugiata in Vermont da una cugina, ma J.D. la rintracciò chiedendole se voleva entra in affari con lui nella vendita di ossicodone: medicinale che richiede una prescrizione medica. 
È così che Ambrose chiede un altro favore alla giudice Barrett: il permesso di portare Cora a casa dei genitori di Frankie Belmont. Qui, in una stanza, Cora, togliendo un po' di carta da parati dal muro rileva che sotto è nascosta la carta da parati dei suoi ricordi.
3 luglio 2012:
Frankie chiama disperato il padre che raggiunge il figlio al Beverwyck e seppellisce Phoebe nel bosco dove però Cora si riprende e vede lo scuolabus (da qui il ricordo dello scuolabus che non si ferma per farla salire [Parte IV]). Il signor Belmont cerca anche di uccidere Cora con una vanga, ma non ci riesce così la porta a casa sua dove le medica la ferita alla fronte e la droga per due mesi in modo che perda la memoria – l’uomo è un medico. Assicuratosi che non ricordasse più nulla, il dottor Belmont la abbandonò per strada. Mentre i Belmont mandano Frankie in California, J.D. fa loro visita e li ricatta: i numeri di licenza in cambio del suo silenzio.
2017:
Alla luce delle nuove prove la giudice Barrett riduce la pena di Cora, la fa trasferire in una struttura psichiatrica di sicurezza e aggiunge la possibilità di riesaminare il caso ogni 2 anni in modo che venga rilasciata se dichiarata non più un pericolo per sé stessa e gli altri.
- Ascolti USA: 2.44 milioni di telespettatori[9]